# Rojas (partido)
Rojas (San Francisco de Rojas) is een partido in de Argentijnse provincie Buenos Aires. Het bestuurlijke gebied telt 23.000 inwoners.

## Plaatsen in partido Rojas
- Carabelas
- Guido Spano
- Hunter
- La Beba
- Los Indios
- Rafael Obligado
- Roberto Cano
- Rojas
- Sol de Mayo
- Villa Manuel Pomar
- Villa Parque Cecir